# بيرت فوستر
بيرت فوستر (بالإنجليزية: Bertie Foster)‏ (1 نوفمبر 1884 في المملكة المتحدة - 29 مايو 1959 في المملكة المتحدة) هو لاعب كرة قدم بريطاني (وحمل سابقاً جنسية المملكة المتحدة لبريطانيا العظمى وأيرلندا) في مركز الهجوم. لعب مع غرانتهام تاون ‏ ولينكولن سيتي أف سي.